# Romance de la Reina Mercedes
Romance de la Reina Mercedes es una copla escrita por Quintero, León y Quiroga en 1948.

## Descripción
La canción relata la historia de amor entre el rey de España Alfonso XII y la que fuera su primera mujer, María de las Mercedes de Orleans, así como su trágico final tras la prematura muerte de esta a la edad de 18 años a causa del tifus.

## Versiones
Estrenada por la gaditana Conchita Martínez (mujer de Raúl Acha "Rovira") en el espectáculo de Quintero, León y Quiroga de 1948, aunque la primera voz que grabó el tema fue Concha Piquer. Probablemente la versión más conocida es la de la sevillana Paquita Rico, que precisamente encarnó a la Reina en la película ¿Dónde vas Alfonso XII? de Luis César Amadori. La película, sin embargo, no incluía el tema. Otros intérpretes incluyen a Marifé de Triana (1967), Tomás de Antequera (1976), Pastora Soler (1994), Lichis (2007) e Isabel Pantoja (2024)